# 薩默斯沃思
薩默斯沃思是美国新罕布什爾州斯特拉佛縣東南部的一個城市，東鄰緬因州。面積10.0平方公里，是該州面積最小的城市。2000年人口11,477人。
1754年由殖民地時期總督本宁·温特沃思發出特許令，1893年設市。

## 著名人物
- 約翰·沙利文